# Reformierte Kirche Sils im Domleschg

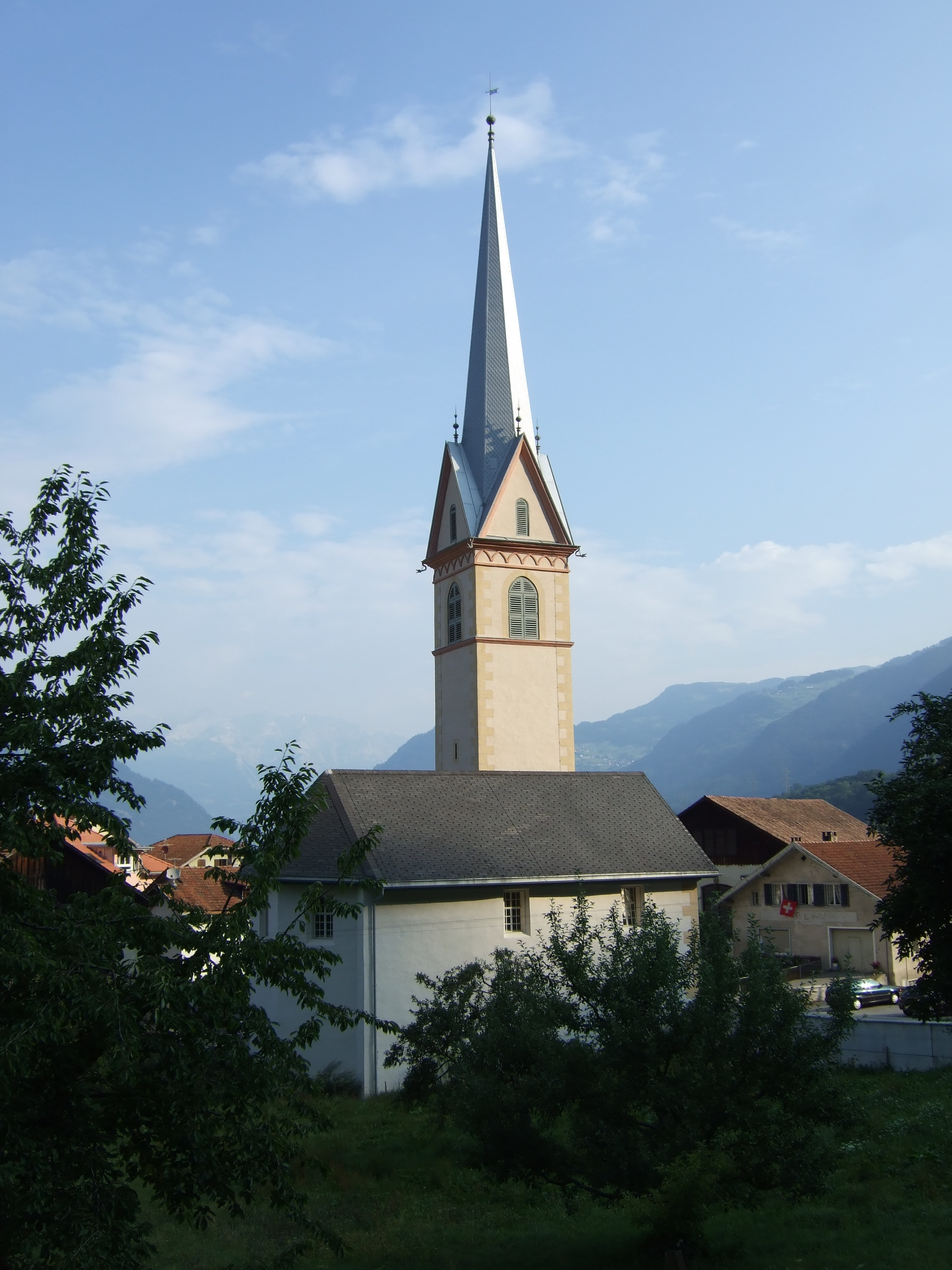
Die reformierte Dorfkirche

Die reformierte Kirche in Sils im Domleschg im Kanton Graubünden ist ein denkmalgeschütztes evangelisch-reformiertes Gotteshaus im Dorfzentrum und zugleich die sonntägliche Predigtkirche, während die auf einer Anhöhe gelegene Kirche St. Cassian für Beerdigungen genutzt wird.

## Geschichte

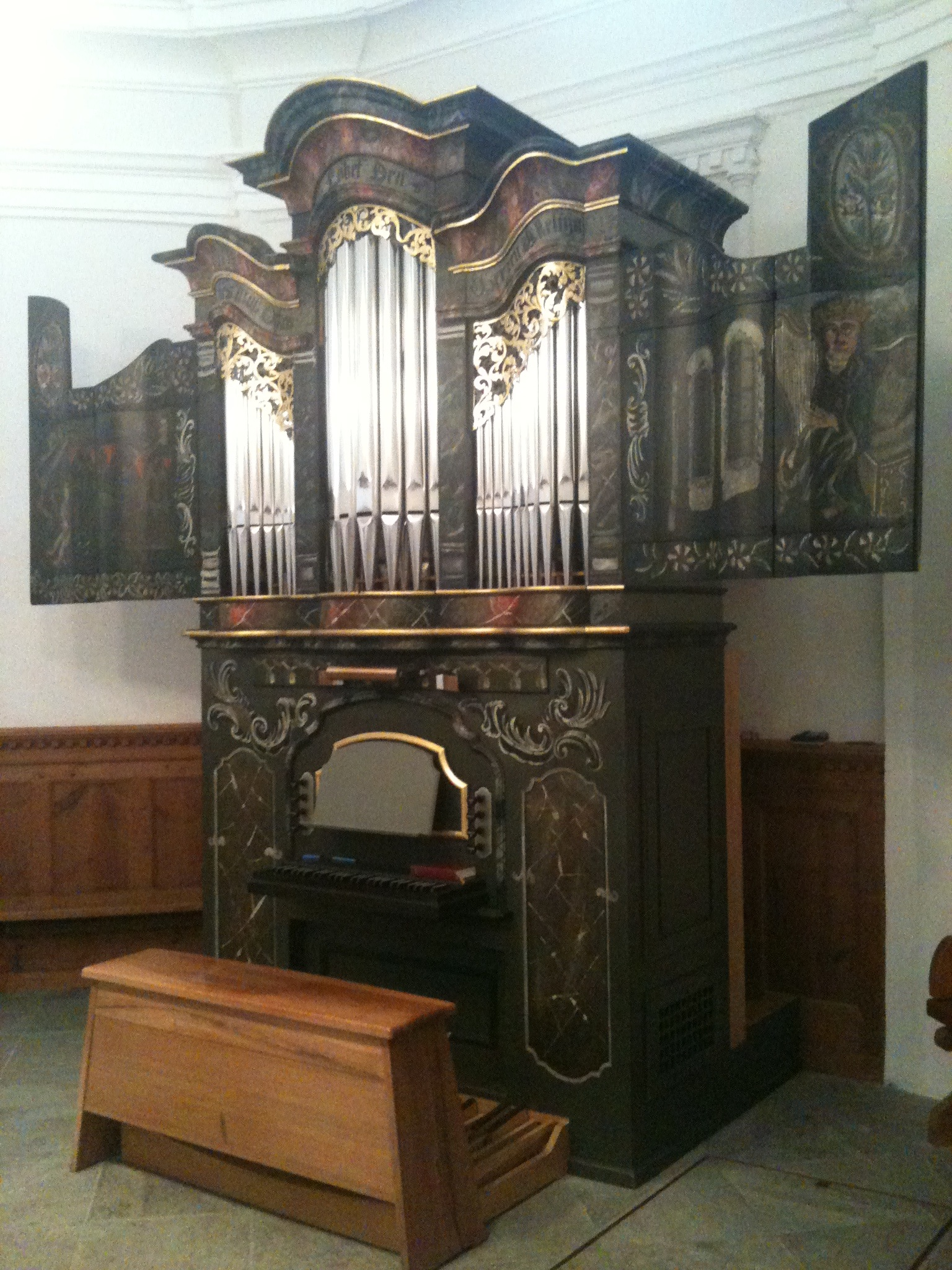
Orgel in der Silser Dorfkirche

1619 kurz vor Ausbruch der Bündner Wirren wurde der heutige Bau als Saalkirche ohne Chor errichtet. Letzterer kam erst 1776 als Anbau hinzu.
Der Kirchturm, der im Nordwesten an die Langseite der Kirche anschliesst, geht zurück auf das Jahr 1700.
Der grosse Dorfbrand 1887 verwüstete auch die Kirche, deren umgehend angegangene Wiederherstellung zwei Jahre in Anspruch nahm und dem Turm den heutigen Spitzhelm verlieh.

## Ausstattung
Das Kircheninnere, das zuletzt 2009 einer Renovierung unterzogen wurde, trägt Züge des Klassizismus innerhalb eines einheitlichen Barockstils, dem auch die Orgel von 1973 nachempfunden ist.

## Kirchliche Organisation
Sils i. D. ist innerhalb der Evangelisch-reformierten Landeskirche Graubünden eine eigenständige Kirchgemeinde.